# Albert Becker (Komponist)

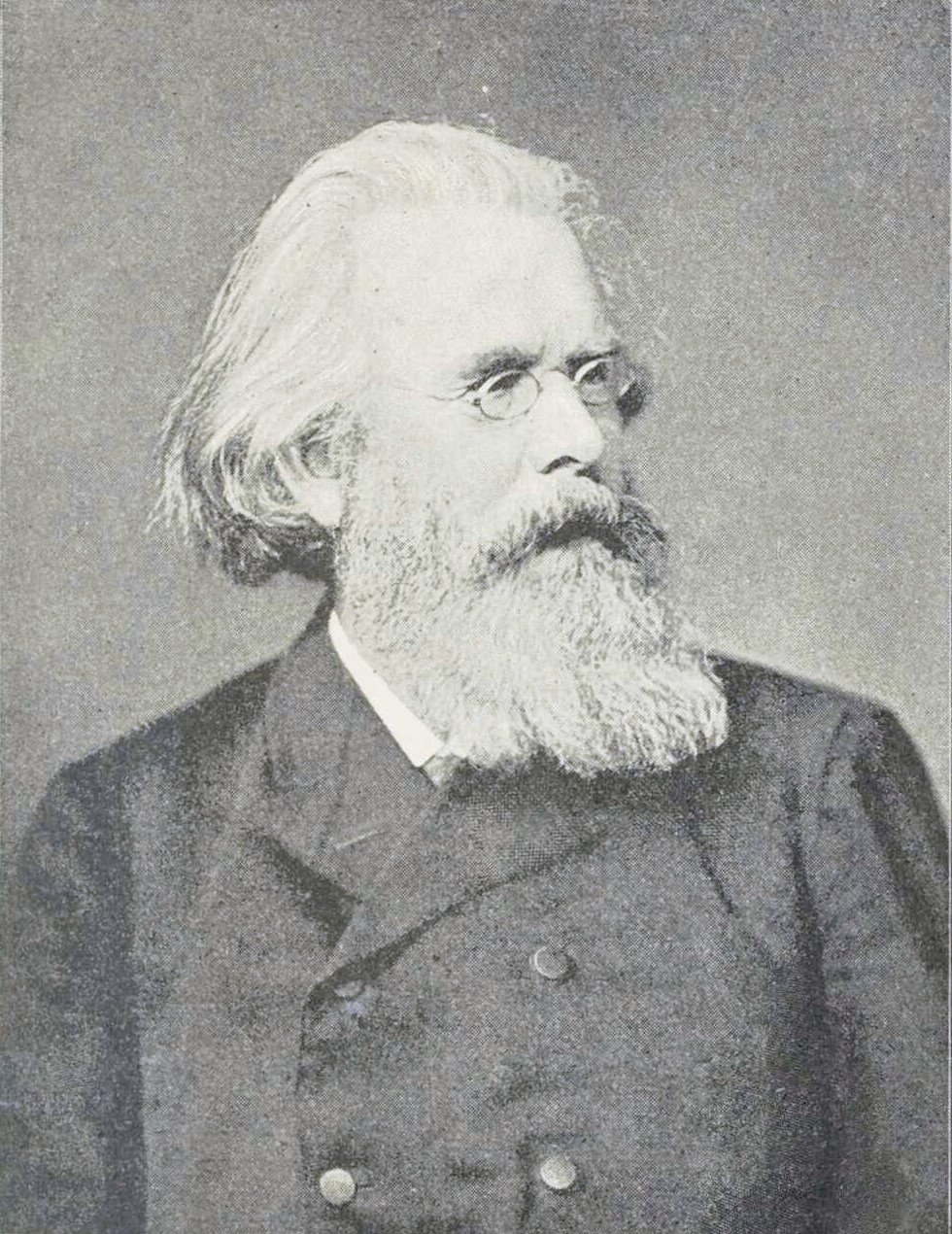
Albert Becker

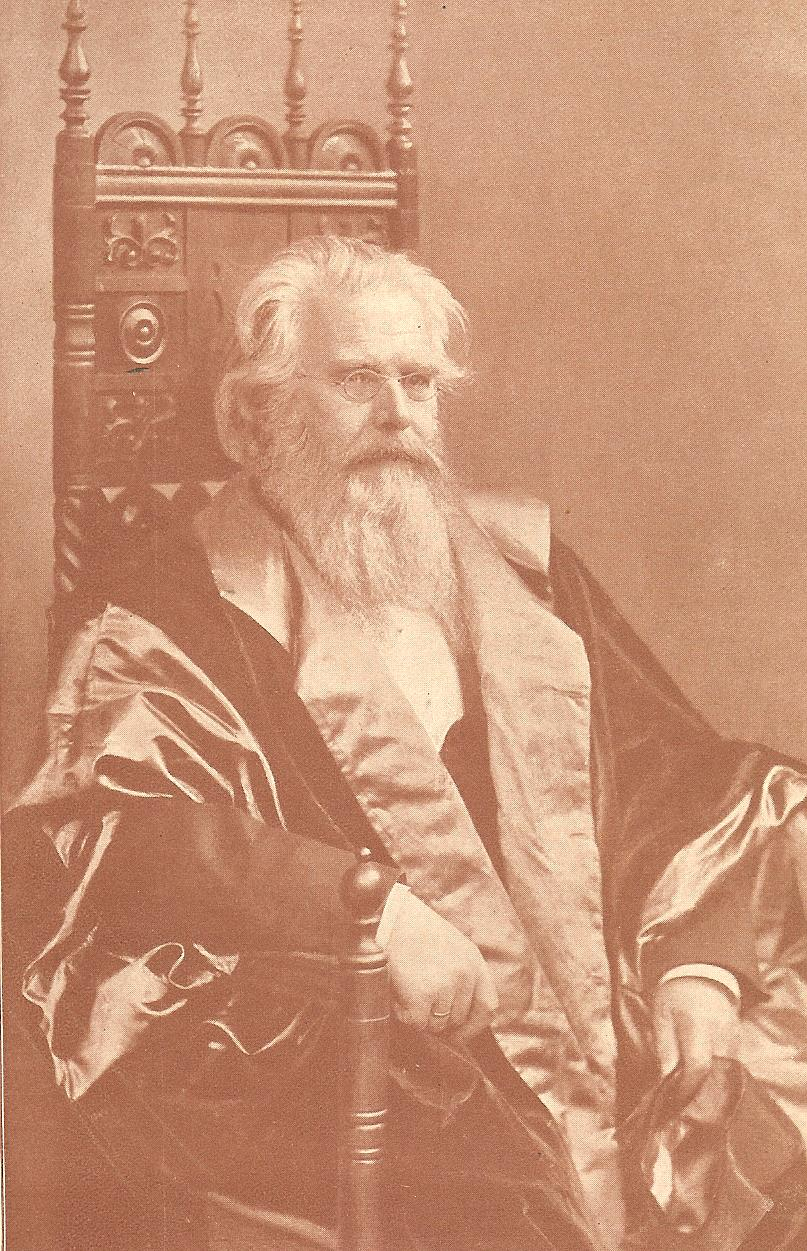
Albert Becker um 1895, Porträtaufnahme aus dem Studio E. Bieber (Leonard Berlin-Bieber)

Albert Ernst Anton Becker (* 13. Juni 1834 in Quedlinburg; † 10. Januar 1899 in Berlin) war ein deutscher Komponist der Romantik.

## Leben
Albert Becker lebte in seiner Jugend in Quedlinburg an der Adresse Breite Straße 260. Von 1853 bis 1856 studierte er bei Siegfried Wilhelm Dehn Komposition in Berlin, 1854 trat er in die Sing-Akademie zu Berlin ein.
Im Jahr 1861 erhielt Beckers Symphonie in g-Moll bei einem Symphoniewettbewerb der Direktion der Gesellschaft der Musikfreunde in Wien unter 32 eingesandten Werken den zweiten Preis (den ersten Preis erhielt Joachim Raffs Symphonie An das Vaterland), blieb jedoch weiterhin ohne Erfolg. Eduard Hanslick äußerte sich dazu: „Es fehlt der Composition an Ursprünglichkeit, an schöpferischer Kraft und ausgesprochener Persönlichkeit. Eine edlere dem Gemeinen sich abwendende Richtung, ziemlich gewandte Verwendung der Kunstmittel und eine bis zur Aengstlichkeit saubere Ausarbeitung des Details bilden die löblichen Seiten dieses Werkes.“ Sein Durchbruch zur Bekanntheit und später Berühmtheit erfolgte mit der Großen Messe in b-Moll, einer Auftragsarbeit von 1878 zum 25-jährigen Jubiläums des von Carl Riedel gegründeten und geleiteten Chores (Riedel-Verein) in Leipzig.
1879 bewarb sich Becker als Nachfolger von Ernst Friedrich Richter in Leipzig auf das Amt des Thomaskantors, unterlag aber Wilhelm Rust.
Ab 1884 wirkte er als Professor und Kompositionslehrer an der Akademie der Künste und war Mitglied ihres Senats. Sein berühmtester Schüler war Jean Sibelius, den er von 1889 bis 1890 in Kontrapunkt unterrichtete. Zu seinen Schülern gehörte auch der deutsche Komponist Paul Graener.
1889 übernahm Becker als Nachfolger von Rudolph von Hertzberg die Leitung des Königlichen Domchores in Berlin.
Nach dem Tod Wilhelm Rusts im Jahr 1892 wurde Becker zum Thomaskantor berufen und wollte diesem Ruf zunächst folgen. Wilhelm II. aber akzeptierte Beckers Entlassungsgesuch nicht, veranlasste eine Gehaltserhöhung und verlieh ihm einen Orden.
Sein Grab befand sich auf dem Dom-Friedhof II in Berlin-Wedding und ist nicht erhalten.

## Familie
Becker war Enkelsohn des Philologen Albert Gerhard Becker (1770–1843), dem Pastor der Ägidienkirche in Quedlinburg, und Großvater des Komponisten Günter Raphael.

## Auszeichnungen
- 1893: Kronenorden (Preußen), 3. Klasse[3]

## Werk (Auswahl)
- Präludium und Fuge d-Moll op. 9
- Große Messe b-Moll op. 16 (1878)
- Präludium und Fuge a-Moll op. 21
- Reformationskantate op. 28 (1883)
- Fuge op. 31
- 3 geistliche Lieder op. 36
- Salvum fac regem op. 45
- Liturgische Gesänge für das Kirchenjahr op. 46
- Phantasie und Fuge op. 52
- Drei Fugen op. 54
- Liturgie für den Hauptgottesdienst in der Adventszeit op. 57
- Liturgische Gesänge für Kirchenchor op. 59
- Selig aus Gnade Kirchenoratorium op. 61 (1890)
- Aus der Tiefe rufe ich op. 62
- Zwei Choralmotetten op. 63
- Drei geistliche Lieder op. 64 (Dichtungen von Rudolf Kögel)
- Reformations-Motette op. 65
- Drei Choral-Motetten op. 67
- Hilf mir, Gott! op. 68
- Weihegesang op. 74
- Psalm 84 op. 79
- 4 Psalmen op. 83
- Die sieben Worte des Erlösers am Kreuze op. 85, Nr. 4
- Zwiegespräch der Kinder mit dem Christkinde op. 88
- Kaiserlied op. 89
- Hebe deine Augen auf und siehe, Cantate für gemischten Chor und Kinderchor, Sopran und Alt Solo mit Begleitung der Orgel, op. 92a